# Periploca sepium
Espèce
Classification APG III (2009)
Periploca sepium, appelée communément périploque de Chine (Nom chinois : 杠柳), est une espèce de liane de la famille des Asclépiadacées (en classification de Cronquist) ou des Apocinacées (en classification APG III) originaire de Chine.

## Description
La périploque de Chine est une liane assez robuste pouvant s'élever jusqu'à cinq mètres de haut.
Le feuillage est caduc. Les feuilles sont opposées, pétiolées, ovales-lancéolées et entières, de sept à neuf centimètres de long sur deux de large.
Les fleurs, hermaphrodites, peu nombreuses et réunies en petits corymbes, apparaissant en fin de printemps, ont un calice très petit et à cinq divisions persistantes. Leur corolle est en roue, plane, à cinq divisions. Elle est verdâtre extérieurement et purpurine à l'intérieur. Elle est surmontée de cinq soies et de cinq étamines à filaments et velus. L'ovaire supére est surmonté d'un style à stigmate à cinq côtes, et muni de cinq petites glandes stipitées. Les fleurs sont légèrement parfumées
Les fruits sont deux follicules oblongs, ventrus, renfermant un grand nombre de semences imbriquées, aigrettelées de poils très blancs et attachées à un placenta filiforme.
La périploque de Chine compte 2n = 22 chromosomes.

## Distribution
La périploque de Chine est originaire de Chine (principalement du nord) dont elle est une plante endémique.

## Historique et position taxinomique
En 1832, Alexander von Bunge décrit cette espèce sous le nom de Periploca sepium Bunge dans son Enumeratio plantarum. Il lui donne ce nom en raison de sa propension à se développer dans les haies (comme le liseron des haies : Calystegia sepium).
Les travaux de Joseph Decaisne au XIXe siècle et de Hendrik Johannes Tjaart Venter (1997 et 2009) confirment cette position.
Comme le genre Periploca, elle appartient à la sous-famille des Periplocaceae.

## Utilisation
Elle est utilisée occasionnellement comme plante grimpante ornementale en raison de son développement limité et de sa floraison parfumée. Mais c'est surtout pour ses propriétés médicinales qu'elle est cultivée en Asie.
Des propriétés insecticides ont été découvertes dans l'écorce de la périploque de Chine. Les écorces des racines produisent aussi des glycosides immunodépresseurs.
Les racines de la périploque de Chine sont utilisées en médecine traditionnelle chinoise.

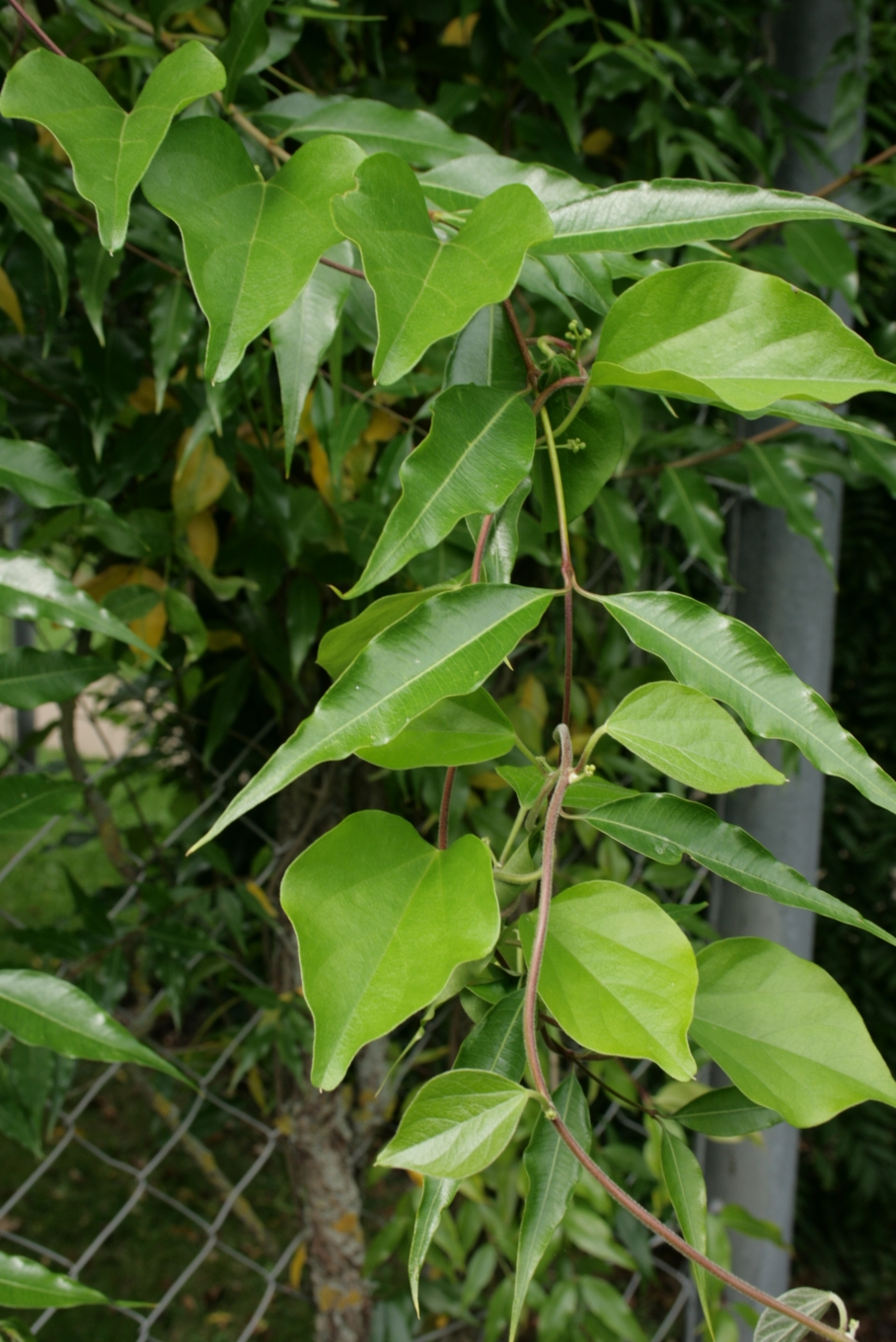
Feuillage
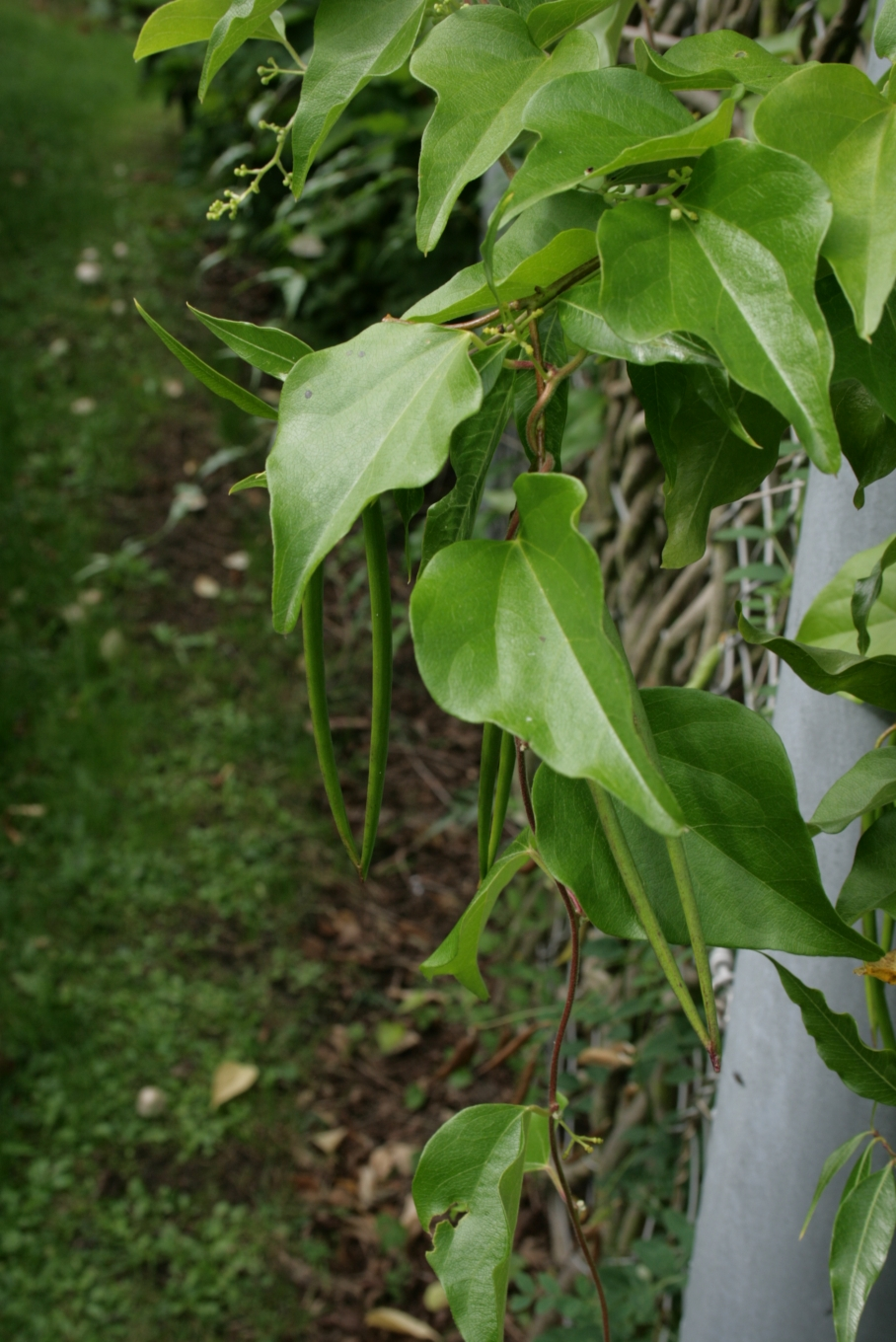
Fruits